# Paddlesworth
Paddlesworth es una parroquia civil y un pueblo del distrito de Folkestone and Hythe, en el condado de Kent (Inglaterra). Según el censo de 2001, tenía 38 habitantes (42,11% varones, 57,89% mujeres) en 14 hogares.